# Katjes International
 (octobre 2018).
Katjes International est une entreprise agroalimentaire allemande fondée en 1972 et spécialisée dans la confiserie.